# 川崎市簡易宿泊所火災
川崎市簡易宿泊所火災（かわさきしかんいしゅくはくじょかさい）とは、2015年（平成27年）5月17日に神奈川県川崎市川崎区で発生した火災。
市消防局の報告書によると、放火による犯行の可能性が高いとされる。

## 概要
2015年5月17日午前2時10分頃、神奈川県川崎市川崎区日進町の簡易宿所「吉田屋（1961年利用開始）」の玄関から出火、隣接する同じく簡宿の「よしの（1962年利用開始）」に燃え移り、二棟合わせて約一千平方メートルが全焼。17時間後に鎮火したが、11人が死亡、17人が重軽傷を負った。
二棟とも木造二階建てとして市に届けていたが、改築によって実質的には三階建ての吹き抜けになり、それが火の回りを早める結果となってしまった。また、木造の簡宿は全国的に少ないという。建築基準法や市の条例で三階建て以上の宿泊施設は鉄筋コンクリートにしなければならないことになっているが、構造上の問題は川崎市消防局は把握していたものの、2014年に行った立ち入り検査で防火設備や衛生面で問題はないと判断、建築基準法は管轄外として市役所の担当部局には伝わっていなかった。ただし、吉田屋が建築確認を申請したのは条例が制定される前のことであった。
宿泊者の9割は生活保護を受け、簡宿を住居として利用していた。宿泊者名簿は焼失し、身寄りがなかったり親族と疎遠になっている者も多いとみられ、死亡者の身元確認が難航したが、6月9日にその時点での死亡者全員の身元が判明した。
2016年2月までに市消防局は、出火場所に火の気がなく、ガソリンとみられる成分が検出されたことなどから火災の原因は放火であるとする報告をまとめるとした。一方、神奈川県警察は失火と放火の両面で捜査を継続している。

## 火災の影響
現場となった簡宿が違法建築だったこともあり、火災後に川崎市内の簡宿に市が立ち入り調査をした結果、49棟中32棟が吉田屋と似たような構造で24棟が建築基準法違反と断定された。法律に沿った施設にするよう勧告を出したが、各施設の費用面の問題などからほとんど改善には至っていない。
住処を失った宿泊者は主に60代以上で生活保護を受けていることなどからアパートなどへの入居が断られる事例も相次いだ。